# Corrales, Guanajuato
Corrales är en ort i Mexiko.   Den ligger i kommunen Yuriria och delstaten Guanajuato, i den centrala delen av landet, 240 km väster om huvudstaden Mexico City. Corrales ligger 2 416 meter över havet och antalet invånare är 200.
Terrängen runt Corrales är kuperad. Runt Corrales är det ganska tätbefolkat, med 166 invånare per kvadratkilometer. Närmaste större samhälle är Uriangato, 19,9 km nordost om Corrales. Trakten runt Corrales består till största delen av jordbruksmark.